# Nedly Elstak
Nedly Elstak (* 3. Januar 1931 in Semarang auf Java; † 5. August 1989 in Amsterdam) war ein niederländischer Jazz-Trompeter, Komponist, Arrangeur und Pianist des Modern Jazz.

## Leben und Wirken
In Java als Sohn von  surinamischer Lehrern geboren, wuchs Elstak ab 1936 in den Niederlanden auf. Als Kind spielte er Violine, wechselte aber 1949 zur Trompete. In den 1950er Jahren spielte er im Tanzorchester der „Ramblers“ und in Deutschland mit Gunter Hampel und in den 1960er Jahren Trompete in der Bigband von Boy Edgar. Außerdem spielte er in den 1960er Jahren im „Workshop Kwartet“ mit Theo Loevendie (ab etwa 1960), mit dem er schon in den 1950er Jahren Bebop im Jazzcafe „de Looier“ (in der Looiersgracht) gespielt hatte. Das Workshop Quartett, in dem auch Maarten Altena und Johnny Engels spielten, orientierte sich neben dem Bop teilweise an Ornette Coleman, den Elstak 1965 in Amsterdam getroffen hatte. Weiter spielte er im Quintett mit Loevendie, Misha Mengelberg und Altena. Sein 1968 bestehendes Trio mit Altena und Schlagzeuger Martin van Duynhoven nahm das Album „The Machine“ mit der Sängerin Sofie van Lier auf, das zunächst bei ESP-Disk erschien. In den Niederlanden ist Elstak auch als Komponist bekannt, der vor allem für Vokalensembles schrieb. 1983 hatte er die Gruppe „Several Singers“ (oder „Seven Singers and a Horn“) u. a. mit der Sängerin (und Schauspielerin) Astrid Seriese, Willem Breuker und den Sängerinnen Soesja Citroen, Winanda del Sur, Jette van der Meij und danach das größere „Paradise Regained Orchestra“  (Streicher und Bläser). Ansonsten spielte er zeitweise allnächtlich Piano in einem Bingo-Lokal.
1983 gewann er den Boy-Edgar-Preis.
Sein zentrales Werk ist die  „Paradise Lost and Regained Suite“, inspiriert durch das Buch von John Milton. Es wurde aber nie unter Elstaks Leitung aufgenommen und veröffentlicht, sondern erst 1995 mit dem Paradise Regained Orchestra unter Leitung von Werner Herbers, nachdem eine Projektgruppe von Arjen Gorter, Jaap de Rijke und Kees Stevens darauf hingewirkt hatte. Ein weiteres Ergebnis des Projekts war die CD „Love You so“ mit Aufnahmen von Elstak aus den 1960er Jahren. Elstaks Freund Theo Loevendie brachte das Album „Double Eclipse – A Tribute to Nedly Elstak“ mit seinen Kompositionen heraus.
Elstak unterrichtete auch in den 1980er Jahren und gab ein Buch „Praktische Jazztheorie“ heraus. Zeitweise betrieb er auch einen Jazzclub The Machine in der Amsterdamer Vondelstraat. Der Musikproduzent und DJ Paul Elstak ist mit ihm verwandt.